# Justin Kelly
Justin Kelly (7 de marzo de 1992,  Toronto, Ontario, Canadá) es un actor canadiense. Es más conocido por su papel en "Ultima Onda" (The Latest Buzz), interpretando a Noah Jackson y a Chuck Lott en Between (serie de televisión).

## Filmografía

### Cine
- Numb, at the Edge of the End (2017) como... Johnny.
- Proyecto Jensen (2010) como... Brody Thompson.

### Televisión
- The Last Buzz (2008—2010) as Noah Jackson
- Degrassi (2011—2013) como Jake Martin
- Between (2015—2016) como Chuck
- Open Heart (2015) como Wes Silver (12 episodios)
- Wynonna Earp (2018) como Robin Jett.